# Agapetus rudis
Agapetus rudis är en nattsländeart som beskrevs av Hagen 1859. Agapetus rudis ingår i släktet Agapetus och familjen stenhusnattsländor. Inga underarter finns listade i Catalogue of Life.